# Gelderhorsten
Gelderhorsten is een gehucht in de Belgische stad Lommel, in de provincie Limburg. Gelderhorsten ligt vlak bij de grote heidevlakten en is een deel van de parochie Kerkhoven. Het gehucht heeft een eigen voetbalploeg en een majorettenvereniging.
Ten noorden van Gelderhorsten bevindt zich de Kattenbosserheide, een natuurgebied dat bestaat uit een heideveld omringd door naaldbossen.
Ten westen van Gelderhorsten ligt het Kanaal naar Beverlo.
Het gehucht zelf bestaat uit een straat met enkele zijstraten waaraan vooral alleenstaande huizen gelegen zijn. Er is een kerk, gelegen bij het straatje tussen nr 152 en 154. Op het eind van de genoemde straat is er ook een Mariakapel.
Deelgemeente: Lommel

Overige kernen: Balendijk · Barrier · Blauwe Kei · Gelderhorsten · Heeserbergen · Heide-Heuvel · Kattenbos · Kerkhoven · Kolonie · Lutlommel · Stevensvennen · Werkplaatsen

Belgische gemeenten · Arrondissement Maaseik · Limburg · Vlaanderen